# Landesregierung Kery IV
- SPÖ: 3
- ÖVP: 3

Die Landesregierung Kery IV unter Landeshauptmann Theodor Kery (SPÖ) bildete die Burgenländische Landesregierung von der Wahl durch den Burgenländischen Landtag in der XIII. Gesetzgebungsperiode am 27. Oktober 1977 bis zur Angelobung der Landesregierung Kery V am 29. Oktober 1982. 
Wie in den vorangegangenen Regierungsperioden setzte sich die Landesregierung aus jeweils drei Vertretern der Österreichischen Volkspartei (ÖVP) und der Sozialdemokratischen Partei Österreichs (SPÖ) zusammen. Die Regierung setzte nach der Landtagswahl 1977 ihre Arbeit zunächst personell unverändert fort, Rudolf Grohotolsky (ÖVP) wurde jedoch zunächst nur vom Landtagspräsidenten mit der Fortführung der Geschäfte betraut und erst am 30. Oktober 1978 gewählt. Am 26. Juli 1978 löste Franz Sauerzopf (ÖVP) seinen Parteikollegen Franz Soronics als Landeshauptmann-Stellvertreter ab. Noch in derselben Gesetzgebungsperiode schied Sauerzopf wieder aus der Landesregierung. Er legte sein Mandat am 4. Juli 1982 nieder. Als neuer Landeshauptmann-Stellvertreter wurde am 5. Juli 1982 der bisherige Landesrat Rudolf Grohotolsky gewählt, als Landesrat rückte am selben Tag Johann Karall nach.  

## Regierungsmitglieder
| Amt                                                     | Name               | Partei | Zuständigkeitsbereiche |
| ------------------------------------------------------- | ------------------ | ------ | ---------------------- |
| Landeshauptmann                                         | Theodor Kery       | SPÖ    |                        |
| Landeshauptmann-Stellvertreter                          | Rudolf Grohotolsky | ÖVP    |                        |
| Landesrat                                               | Gerald Mader       | SPÖ    |                        |
| Landesrat                                               | Helmuth Vogl       | SPÖ    |                        |
| Landesrat                                               | Johann Karall      | ÖVP    |                        |
| Landesrat                                               | Josef Wiesler      | ÖVP    |                        |
| Vorzeitig ausgeschiedene Mitglieder der Landesregierung |                    |        |                        |
| Landeshauptmann-Stellvertreter                          | Franz Soronics     | ÖVP    |                        |
| Landeshauptmann-Stellvertreter                          | Franz Sauerzopf    | ÖVP    |                        |